# أراجفي (مطعم)
كان أراجفي مطعمًا سوفيتيًا وروسيًا في شارع تفرسكايا في موسكو متخصصًا في المأكولات الجورجية والقوقازية. خلال الحقبة السوفيتية، اشتهرت بأنها مكان اجتماع مهم للنخب السياسية والعلمية والثقافية. ظهرت أراجفي أيضًا في الثقافة الشعبية الأمريكية والسوفيتية. أعلن عن المبنى الذي يضم المطعم وفندق دريسدن السابق موقع تراث ثقافي روسي. أغلق أراجفي بشكل دائم في أوائل عام 2019.

## تاريخ
في عهد الكسيس الروسي، استخدم الموقع المستقبلي للمطعم مجمع مساكن للطبقة الأرستقراطية. أعاد كنياز السادس جاجارين بناء هذه المساكن في ثلاثينيات القرن الثامن عشر. تمت إضافة ثلاثة مستويات إضافية في القرن التاسع عشر وتم تحويل المبنى إلى فندق. أعيد تشييد المبنى بالكامل في ثلاثينيات القرن الماضي وأطلق عليه اسم فندق درسدن في عام 1937. بمبادرة من لافرينتي بيريا، افتتح أيضا مطعم جورجي يسمى أراجفي جزء من أعمال التجديد. سيرأس المطعم لونجينوز ستازادزه، وهو عضو في سامترست، وهي مؤسسة لصناعة النبيذ تأسست عام 1929 في جمهورية جورجيا الاشتراكية السوفياتية.
بعد فترة وجيزة من افتتاحه، اكتسب المطعم سمعة طيبة بسبب جودته وأصبح مشهورًا بين النخبة السوفيتية. نظرًا لارتفاع الأسعار والرقابة الصارمة كان يُنظر إلى أراجفي إلى حد كبير على أنه يتعذر الوصول إليه بالنسبة للمواطن العادي. بعد سقوط الاتحاد السوفياتي، أصبح المطعم مرتبط بشكل متزايد بالجريمة المنظمةأغلق المطعم للتجديدات في أوائل عام 2000، ولكن تأخر إعادة افتتاحه بسبب التغييرات في الإدارة وكذلك بسبب اكتشاف بقايا أثرية من القرن السابع عشر. لقد تولت حكومة موسكو المسؤولية عن مستقبل المبنى. في عام 2016، أعاد رجال الأعمال الأرمن سامفيل كاربتيان وغور ناكابتيان افتتاح المطعم بعد تجديده بقيمة 20 مليون دولار.  وسعت القائمة الجديدة لتشمل الأطباق القوقازية غير الجورجية. 
أغلق أراجفي نهائيًا في 11 فبراير 2019. على الرغم من أن مالكي المبنى والمستثمرين ألقوا باللوم على انخفاض الإيرادات، إلا أن الشائعات في الصحافة المحلية أشارت إلى حدوث صراع بين مالك المبنى والشركة التي تدير المطعم. في آب 2019، طرح موقع المطعم للإيجار.